# 아사쿠라 모모
아사쿠라 모모(일본어: 麻倉 もも あさくら もも[*], 1994년 6월 25일 ~ )는 일본의 여성 성우. 후쿠오카현 출신. 뮤직 레인 소속.

## 주요 출연작

### TV 애니메이션
- 2012년
  - 옆자리 괴물군 - 유미 (9화)

- 2013년
  - 아이카츠! - 리온 (42화)
  - 어떤 과학의 초전자포 S - 미노리 (7화)
  - 왈큐레 로만체 - 여학생C (4화)
  - 카니발(만화) - 소녀 (11화)

- 2014년
  - 노라가미 - 학생B
  - 사쿠라 트릭 - 오토가와 스미, 여학생
  - 소드 아트 온라인 - 여학생
  - 아이돌 마스터 극장판 - 하코자키 세리카
  - 위치 크래프트 워크스 - 카자리 린
  - 하마토라 - 여학생

- 2015년
  - 게이트 - 자위대. 그의 땅에서, 이처럼 싸우며 - 아우레아
  - 몬스터 아가씨가 있는 일상 - 마나코
  - 비탄의 아리아 AA - 아이자와 유유
  - 전파교사 - 아야카
  - 페어리 테일 - 라미
  - Charlotte -  오토사카 아유미

- 2016년
  - 쿠로무쿠로 - 시라하네 코하루, 야마모토
  - 하이 스쿨 플릿 - 이라코 미캉
  - WWW.WORKING!! - 야나기바 미리

- 2017년
  - 데미는 이야기하고 싶어 - 하세가와 쇼코(OVA 인 13화에만 등장)
  - 프리프리 치이짱!! - 사에키 유우카
  - 센토루의 고민 - 마키쨩

- 2018년
  - 안기고 싶은 남자 1위에게 협박당하고 있습니다 - 미키쨩

- 2019년
  - 카구야 님은 고백받고 싶어 ~천재들의 연애 두뇌전~ - 카시와기 나기사
  - 엔드로~! - 로나 공주
  - 거친 계절의 소녀들이여 - 스도 모모코
  - 일곱 개의 대죄: 신들의 역린 - 나쟈 리오네스

- 2020년
  - 마기아 레코드 마법소녀 마도카☆마기카 외전 - 타마키 이로하
  - 이과가 사랑에 빠졌기에 증명해보았다 - 이과곰
  - 카구야 님은 고백받고 싶어? ~천재들의 연애 두뇌전~ - 카시와기 나기사
  - 전익의 시그드리파 - 니나 코르마코프

- 2021년
  - IDOLY PRIDE - 스즈무라 유우
  - 일곱 개의 대죄: 분노의 심판 - 나쟈 리오네스
  - 호리미야 - 사와다 호노카
  - 마기아 레코드 마법소녀 마도카☆마기카 외전 2nd SEASON -각성 전야-, 마기아 레코드 마법소녀 마도카☆마기카 외전 Final SEASON -얕은 꿈의 새벽- - 타마키 이로하

- 2022년
  - 아케비의 세일러복 - 히라이와 호타루
  - 카구야 님은 고백받고 싶어 -울트라 로맨틱- - 카시와기 나기사
  - 이과가 사랑에 빠졌기에 증명해보았다 r=1-sinθ(하트) - 이과곰

- 미정
  - 아이돌 마스터 밀리언 라이브! - 하코자키 세리카

### 게임
- 2013년
  - 아이돌 마스터 밀리언 라이브 - 하코자키 세리카

- 2014년
  - 무녀의 신사 - 이츠세노 유키나
  - 아이돌 마스터 ONE FOR ALL - 하코자키 세리카
  - 프리덤 워즈 - 안 챰 비트
  - Wake Up, Girls! ~스테이지의 천사 - 킨죠 모모카

- 2015년
  - 걸 프렌드(베타) - 하나후사 유우키
  - 스쿨 팡파레 - 겐쇼인 코토네
  - 퀴즈RPG 마법사와 검은 고양이 위즈 - 에투알
  - 하얀고양이 프로젝트 - 히나 버디

- 2016년
  - 몬스터 아가씨가 있는 일상 온라인 - 마나코
  - 신격의 바하무트 - 리베르테

- 2017년
  - 마기아 레코드 마법소녀 마도카☆마기카 외전 - 타마키 이로하
  - 아이돌 마스터 밀리언 라이브! 시어터 데이즈 - 하코자키 세리카
  - 테일즈 오브 아스테리아 x 아이돌마스터 - 하코자키 세리카

- 2018년
  - 데스티니 차일드 - 클레오파트라(데스티니 차일드)
  - 마기아 레코드 마법소녀 마도카☆마기카 외전 - 타마키 이로하 수영복 Ver.
  - 붕괴3rd - 여와,복희

- 2019년
  - 드라갈리아 로스트 - 다이코쿠텐
  - 마기아 레코드 마법소녀 마도카☆마기카 외전 - 이로하짱, 이로하·야치요 결전 Ver.
  - 월드 플리퍼 - 실티

- 2020년
  - 소녀전선 - 류 소총, AUG Para
  - 동방 캐논볼 - 소악마

- 2021년
  - IDOLY PRIDE(게임) - 스즈무라 유우
  - 마기아 레코드 마법소녀 마도카☆마기카 외전 - 이로하·우이 무녀 Ver., 마도카·이로하

### 극장 애니메이션
- 2014년
  - 아이돌 마스터 무비 : 빛의 저편으로! - 하코자키 세리카

- 2015년
  - 러브라이브! The School Idol Movie - 스쿨아이돌

- 2016년
  - 예전부터 계속 좋아했어 ~고백실행위원회~ - 세토구치 히나
  - 좋아하게 되는 그 순간을 ~고백실행위원회~ - 세토구치 히나

- 2020년
  - 거충열도 - 미우라 마미

### 드라마 CD
- WORKING!!(웹코믹) - 야나기바 미리
- 고양이와 나의 금요일 - 타치바나 렌
- 아니메타마에! 천성의 무녀 - 코토부키 신카
- 마법소녀 육성계획 in Dreamland - 레인 포우
- 하이 스쿨 플릿 드라마 CD - 이라코 미캉

### 라디오
- TrySail의 TRYangle harmony(2014.1.7~)
- THE IDOLM@STER MillionRADIO (2013. 5. 3~)
- 라디오 닷아이 아사쿠라 모모의 모쵸야마바나시(2015.10.2~2015.12.25)
- MOMO・SORA・SHIINA Talking Box ~아사쿠라 모모의 라디오의 시간이야 ~(o・∇・o)~  토요일 26:00~26:30 → 21:00~21:30(39회~)  방송처 : 초! A&G+
  - TrySail 멤버들이 1주일마다 돌아가며 단독 퍼스널리티로 진행하는 라디오

### 영화
- 2021년
  - 아다자쿠라 - 점원